# Lasioglossum beskei
Lasioglossum beskei är en biart som först beskrevs av Joseph Vachal 1904.  Lasioglossum beskei ingår i släktet smalbin, och familjen vägbin. Inga underarter finns listade i Catalogue of Life.